# ラルフ・アルファー

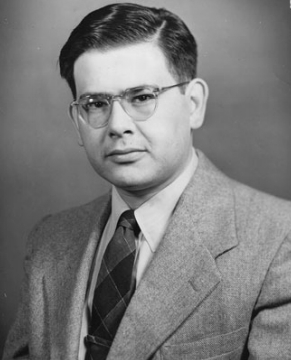
1950年のラルフ・アルファー

ラルフ・アルファー（Ralph Asher Alpher、1921年2月3日 - 2007年8月12日）は、アメリカ合衆国の物理学者。ユニオン大学名誉教授。宇宙の誕生とその後の急速な膨張のなかで、ヘリウムなどが合成されるメカニズムに関する論文いわゆる「αβγ理論」で知られる。

## 経歴
ワシントンD.C.で生まれた。ジョージ・ワシントン大学で、ジョージ・ガモフのもとで水素からヘリウムなどの重い元素の生成される過程の計算を行った。この論文は、ガモフと連名で1948年に『フィジカル・レビュー』に発表された。（ハンス・ベーテを加えて、執筆者をアルファー、ベーテ、ガモフ、ギリシャ語のアルファベット順に並べた。）この計算による宇宙における、水素とヘリウムの存在比率や予測される宇宙背景放射の温度はビッグ・バン理論が正しいとされる証拠となった。
1993年にロバート・ハーマンとともにヘンリー・ドレーパー・メダルを受賞した。2005年にアメリカ国家科学賞を受賞。